# Earls Court Exhibition Centre
Earls Court Exhibition Centre was een tentoonstellings-, congres en evenementencentrum in het westen van Londen in de Royal Borough of Kensington and Chelsea. Het gebouw was bereikbaar via twee stations van de metro van Londen, Earl's Court en West Brompton.
Het gebouw werd oorspronkelijk geopend in 1937. In 1991 werd de uitbreiding Earls Court Two geopend. Dit gebouw, met een oppervlakte van 17.000 m², is geheel vrij van kolommen.
In 2013 werden plannen om het gebouw te slopen goedgekeurd. Na het laatste optreden in het gebouw, op 13 december 2014, begonnen deze sloopwerkzaamheden.

## Olympische Zomerspelen
Tijdens de Olympische Zomerspelen van 1948 was het gebouw de locatie van de wedstrijden turnen, gewichtheffen, en worstelen. Tijdens de Olympische Zomerspelen van 2012 werd het gebouw gebruikt voor volleybalwedstrijden.
- MusicBrainz: 38d6f2f7-2ebe-474e-b395-573d225b0de8
- Virtual International Authority File: 303065069